# Péter Veres (siatkarz)
Péter Veres (ur. 22 lutego 1979 w Budapeszcie) – węgierski siatkarz, grający na pozycji przyjmującego. Reprezentant Węgier.

## Sukcesy klubowe
Mistrzostwo Węgier:
- 1998

Superpuchar Hiszpanii:
- 2003

Mistrzostwo Hiszpanii:
- 2004, 2005

Mistrzostwo Rosji:
- 2011, 2012

Liga Mistrzów:
- 2011

Puchar CEV:
- 2012

Superpuchar Polski:
- 2013

Mistrzostwo Polski:
- 2014

## Nagrody indywidualne
- 2011: Najlepszy przyjmujący Final Four Ligi Mistrzów